# Yūsuke Nakatani
Yūsuke Nakatani (jap. 中谷 勇介, Nakatani Yūsuke; * 22. September 1978 in der Präfektur Kyoto) ist ein ehemaliger japanischer Fußballspieler.

## Karriere
Nakatani erlernte das Fußballspielen in der Schulmannschaft der Nara Ikuei High School. Seinen ersten Vertrag unterschrieb er 1997 bei den Nagoya Grampus Eight. Der Verein spielte in der höchsten Liga des Landes, der J1 League. Für den Verein absolvierte er 39 Erstligaspiele. 1999 wurde er an den Ligakonkurrenten Urawa Reds ausgeliehen. 2000 wurde er an den Ligakonkurrenten Kawasaki Frontale ausgeliehen. 2000 erreichte er das Finale des J.League Cup. 2001 kehrte er zu Nagoya Grampus Eight zurück. Für den Verein absolvierte er 84 Erstligaspiele. 2006 wechselte er zum Zweitligisten Kashiwa Reysol. Am Ende der Saison 2006 stieg der Verein in die J2 League ab. Im September 2007 wechselte er zum Zweitligisten Kyoto Sanga FC. Am Ende der Saison 2007 stieg der Verein in die J1 League auf. Für den Verein absolvierte er 63 Spiele. 2011 wechselte er zum Zweitligisten Tokyo Verdy. Für den Verein absolvierte er 36 Spiele. 2013 ging er nach Thailand. Hier schloss er sich dem Khon Kaen FC an. Der Verein aus Khon Kaen spielte in der zweiten Liga, der Thai Premier League Division 1. Ende 2013 beendete er seine Karriere als Fußballspieler.

## Erfolge
Nagoya Grampus Eight
- Kaiserpokal

Sieger: 1999
Kawasaki Frontale
- J.League Cup

Finalist: 2000